# Buslijn 10 (Groningen)
Buslijn 10 is een lijn van de Groningse stadsbus. Deze lijn rijdt van station Noord via De Hoogte en de Korrewegwijk naar het centrum en daarna naar het hoofdstation. Vanaf het station rijdt de bus via De Wijert het Martini Ziekenhuis naar P+R Hoogkerk.

## Geschiedenis
Het lijnnummer 10 is door het GVB al minstens drie keer eerder gebruikt in de stadsdienst van de stad Groningen. In de jaren zestig en begin zeventig bestond er een lijn 10 tussen De Hoogte en de Grote Markt. Op 18 mei 1974 werd een nieuwe lijn 10 ingesteld tussen de Grote Markt en de wijk Lewenborg waarbij deze lijn de taak overnam van de in 1972 verlengde lijn 4 naar de toen nieuwe wijk. Op 31 mei 1992 werd lijn 10 samengevoegd met de tak van lijn 3 naar Vinkhuizen tot een nieuwe lijn 3. Gelijktijdig werd lijn 12 vernummerd in lijn 10 en reed tussen Beijum, Zernike en het Hoornsemeer, een lijn buiten het centrum om die alleen op drukke uren op maandag tot en met vrijdag reed. Een jaar later verviel de tak naar het Hoornsemeer en werd gereden naar het Hoofdstation. In 1995 werd de tak naar het Hoofdstation vernummerd in lijn 17 en reed lijn 10 alleen nog tussen Beijum en Zernike.     
Ook is het lijnnummer eerder gebruikt voor streekvervoer in provincie Groningen, namelijk voor de streekbus tussen Bareveld en Winschoten en tussen Assen en Winschoten (tegenwoordig lijn 310 tussen Assen en Veendam). Ook is het lijnnummer in november 2014, november 2015, april 2016, november 2016 en februari 2017 in gebruik geweest voor de open dagen van de Rijksuniversiteit Groningen. 
Op 13 september 2017 werd de toenmalige lijn 2 omgenummerd naar lijn 10, zodat het nummer 2 kon worden gebruikt voor de nieuwe Q-link verbinding lijn 2 tussen P+R Reitdiep en Station Europapark. De lijn werd de kleur geel toegewezen.
Op 10 december 2023 werd het lijnennetwerk in Groningen-Zuid aangepast, waardoor gedeeltelijk ingespeeld werd op reizigersbehoeften, maar ook met de komende werkzaamheden aan de Ring. In het zuiden nam de 'nieuwe' lijn 10 het traject naar P+R Hoogkerk van lijn 7 over, die werd beperkt tot een lokale buslijn van/naar Vinkhuizen. De nieuwe lijn 19 nam tegelijkertijd het traject naar de Hoornsemeer over. Net als voorheen wordt alleen van maandag t/m vrijdag naar Hoogkerk gereden, daarbuiten ligt het begin- en eindpunt nog steeds bij het Hoofdstation.

## Dienstuitvoering
Lijn 10 rijdt van maandag tot en met zaterdag overdag 4x/uur. In de avond en op zondag is deze frequentie lager en rijdt de lijn maar 2x/uur en wordt alleen tussen station Noord en het Hoofdstation gereden. De lijn wordt uitgevoerd met de VDL Citea, waarvan zowel de enkele (SLF-120) als gelede vorm (SLFA-180) voorkomt op lijn 10. 